# Roman Djindjikhaixvili
Roman Iakovlevitx Djindjikhaixvili (en georgià: რომან იაკობის-ძე ჯინჯიხაშვილი; en hebreu: רומן יעקובלביץ' ג'ינג'יחשווילי); (nascut el 5 de maig de 1944, a Tbilisi, llavors RSS de Geòrgia, actualment Geòrgia), és un jugador d'escacs georgià, que té el títol de Gran Mestre des de 1977. És bicampió dels Estats Units.
S'ha mantingut inactiu en torneigs des de l'any 2000. Tot i això, a la llista d'Elo de la FIDE de l'octubre de 2015, hi tenia un Elo de 2550 punts, cosa que en feia el jugador número 29 dels Estats Units. El seu màxim Elo des de 1990 va ser de 2560 punts, a la llista de juliol de 1990 (posició 64 al rànquing mundial).
|  |

## Resultats destacats en competició
Es va proclamar tres cops campió de l'RSS de Geòrgia, els anys 1966, 1967 i 1969.
Dzindzitxaxvili va sortir de l'URSS el 1976 a través d'Israel, i va guanyar el títol de GM el 1977. El 1979 es va establir als Estats Units, i l'any següent va guanyar el Torneig de Lone Pine. El 1980 empatà al primer lloc al World Open a Filadèlfia amb 7½/9 punts.
Ha guanyat en dues ocasions (cada cop ex aequo amb dos altres jugadors) el Campionat dels Estats Units, els anys 1983 i 1989.
Va viure per un temps prop de Washington Square Park a Nova York, i es va dedicar intensament als escacs durant els anys 1980, jugant a blitz per diners, com és popular allà. Va fer un cameo a la pel·lícula Searching For Bobby Fischer, de 1993.

### Roman Djindjikhaixvili vs. Programes d'ordinador
Dzindzitxaxvili ha jugat diverses sèries de partides ràpides contra el programa d'ordinador Fritz els anys 1991 i 1993. A la següent partida, fa mat al programa en només 28 moviments:
Dzindzitxaxvili vs. Fritz, 1991 
1.d4 e6 2.e4 d5 3.e5 c5 4.Cf3 Cc6 5.Ad3 cxd4 6.O-O Ac5 7.Te1 Cge7 8.Cbd2 O-O 9.Axh7+ Rxh7 10.Cg5+ Rg6 11.Dg4 Cxe5 12.Txe5 f5 13.Dg3 Tf7 14.Cdf3 Dh8 15.Ch4+ Dxh4 16.Dxh4 Tf8 17.Dh7+ Rf6 18.Cf3 Cg6 19.Ag5+ Rf7 20.Dh5 Th8 21.Txf5+ Rg8 22.Dxg6 exf5 23.Af6 Th7 24.Te1 d3 25.Te8+ Af8 26.Cg5 Th6 27.Txf8+ Rxf8 28.Df7#
En un matx celebrat entre el 3 i el 7 de març de 2008, Dzindzitxaxvili va jugar una sèrie de vuit partides contra el programa Rybka, en què el programa Rybka donava avantatge de peó i jugada. La sèrie va acabar en un empat 4-4. Un altre matx, amb el mateix avantatge, es va disputar el 28 de juliol de 2008, al ritme més ràpid de (30'+20"). Rybka 3, corrent sobre vuit CPUs, va guanyar per 2½–1½.

### Participació en Olimpíades
Dzindzitxaxvili ha participat en tres Olimpíades d'escacs, un cop representant els Estats Units i dos més representant Israel:
- Tercer tauler d'Israel a Haifa (1976), aconseguint 7/10 punts.
- Primer tauler d'Israel a Buenos Aires (1978), aconseguint 8.5/14 punts.
- Primer tauler dels Estats Units a Salònica (1984), aconseguint 8/11 punts.

### Escriptor d'escacs
Roman Djindjikhaixvili és l'autor i protagonista de molts DVDs d'aprenentatge d'escacs, titulats Roman's Lab. És també un dels fundadors del lloc web Chess.net, dins el projecte internet chess server iniciat el 1993. També ha publicat, entre d'altres:
- Roman Djindjikhaixvili, amb Lev Alburt i Eugene Perelshteyn. Chess Openings for Black, Explained: A Complete Repertoire.  Chess Information and Research Center, 2006. ISBN 978-1889323114.

- Roman Djindjikhaixvili, amb Lev Alburt i Eugene Perelshteyn. Chess Openings for White, Explained: Winning with 1.e4.  Chess Information and Research Center, 2010. ISBN 978-188932311X.

## Partides notables
Roman Djindjikhaixvili (2480) - Vladímir Tukmakov (2565) [A45] Leningrad, 1971
1.d4 Cf6 2.Ag5 Ce4 3.Af4 c5 4.f3 Cf6 5.dxc5 Da5+ 6.Dd2 Dxc5 7.e4 g6 8.Cc3 d6 9.0-0-0 Cbd7 10.Ae3 Da5 11.Rb1 Ag7 12.g4 Ce5 13.g5 Cfd7 14.Ad4 Rf8 15.f4 Cc6 16.Axg7+ Rxg7 17.Cge2 Cc5 18.Cg3 Ag4 19.Ae2 Axe2 20.Dxe2 Ca4 21.Cxa4 Dxa4 22.h4 Tac8 23.c3 Thg8 24.h5 Rf8 25.Thf1 Re8 26.e5 dxe5 27.fxe5 Cd8 28.Ce4 Ce6 29.Df3 Tf8 30.hxg6 hxg6 31.De3 Th8 32.Df3 Th7 33.Th1 Txh1 34.Dxh1 Db5 35.Td5 De2 36.a3 Tc4 37.Cc5 Tf4 38.Dh8+ Cf8 39.Td8+ Rxd8 40.Dxf8+ Rc7 41.Dxe7+ Rc6 42.Dxb7+ 1-0
Mark Taimànov - Roman Djindjikhaixvili [E14] Moscou, 1972
1.c4 Cf6 2.d4 e6 3.Cf3 b6 4.Cc3 Ab7 5.e3 d5 6.cxd5 exd5 7.Ad2 a6 8.Tc1 Ad6 9.g3 0-0 10.Ag2 Cbd7 11.0-0 Te8 12.Ce2 c5 13.dxc5 bxc5 14.Cf4 Ce4 15.Dc2 Db6 16.Tfd1 Axf4 17.gxf4 Te6 18.Ae1 a5 19.Ch4 c4 20.Ah3 Th6 21.Axd7 Txh4 22.f3 Dxe3+ 23.Rg2 Txf4 24.Ag4 Txg4+ 25.fxg4 d4 26.Rf1 Df3+ 0-1